# 雑種第一代
雑種第一代（ざっしゅだいいちだい、英語: F1 hybrid; Filial 1 hybrid）とは、生物において、異なる2つの系統の交配により生まれた第一世代目の子孫を指す。F1 と略記される。F1品種とも。
親世代の2系統はしばしば近交系であり、注目する遺伝子座に関して、異なった対立遺伝子をホモで持つ。このとき雑種第一代は両親の遺伝子をヘテロで持ち、遺伝子型は均一である。雑種第一代の示す生育、生存力、繁殖力、生産性などの形質が両親のいずれよりも優れる場合、この現象を雑種強勢（ヘテローシス）という。逆に劣る場合には雑種弱勢と呼ばれる。特に前述の雑種強勢を利用して、より有用な形質を伸ばす方向に品種改良されたものは、一代雑種や一代交配種と呼ばれ、家畜や農産物の品種改良に応用されている。
一般には、F1品種の農作物は、その一世代に限って安定して一定の収量が得られる品種として知られ、多くの種苗会社が力を入れる分野となっている。野菜の大きさや形がそろう、収穫までの時間が短くなるなど、大量出荷に適したメリットがある反面、F1品種の野菜を育てて種をつけさせても、次の世代では同じ性質を持った作物はできないため、毎年F1品種の種を購入しなければならない。また、F1品種の野菜は、化学肥料や農薬を使うことを前提に品種改良されていることが多い。日本で流通している市販野菜のほとんどはF1品種である。
動物の雑種第一代は、ロバとウマの交配によるラバのように、2つの密接に関連する種または亜種の交配を指す場合もある。
F1個体間の交配もしくは自家受粉によって生じた子孫を雑種第二代（F2）と呼ぶ。